# Palaestina Salutaris

Palaestina Salutaris ali Palaestina Tertia je bila bizantinska (vzhodno rimska) provinca, ki je pokrivala območje Negeva (ali Edoma), Sinaja (razen severozahodne obale) in jugozahod Transjordanije, južno od Mrtvega morja. Pokrajina, ki je bila del Vzhodne škofije, se je med Dioklecijanovimi reformami leta 300 pred našim štetjem odcepila od Arabie Petraee in je obstajala do muslimanskih arabskih osvajanj v 7. stoletju.

## Ozadje
Leta 105 so bila ozemlja vzhodno od Damaska in južno do Rdečega morja pripojena Nabatejskemu kraljestvu in preoblikovana v provinco Arabija s prestolnico Petro in Bostra (severno in južno). Provinco je leta 195 razširil Septimij Sever in domnevalo se je, da se je razdelila na dve provinci: Arabia Minor ali Arabia Petraea in Arabia Maior, obe sta bili podvrženi cesarskim legatom kot consularis, vsaka z legijo.
Nabatejci so do 3. stoletja prenehali pisati v aramejščini in namesto tega začeli pisati v grščini, do 4. stoletja pa so se deloma spreobrnili v krščanstvo, postopek, ki je bil končan v 5. stoletju.
Petra je v pozni rimski vladavini hitro nazadovala, v veliki meri zaradi revizije morskih trgovskih poti. Leta 363 je potres porušil številne zgradbe in onesposobil vitalni sistem upravljanja z vodo.
Območje je bilo v poznem rimskem cesarstvu organizirano kot del dioceze Vzhod (314), v katero je bila vključena skupaj s provincami Izavrija, Kilikija, Ciper (do leta 536), Eufratensis, Mezopotamija, Osroena, Fenicija in Arabia Petraea .
Bizantinska vladavina je v 4. stoletju prebivalstvu prinesla krščanstvo. Kmetijstvo je baziralo v mestih, prebivalstvo je skokovito raslo. Pod Bizancem (od 390) so se obstoječe province razdelile v nove: Kilikija v Cilicia Prima, Cilicia Secunda; Siria Palaestina je bila razdeljena na Siria Prima, Siria Salutaris, Phoenice Lebanensis, Palaestina Prima, Palaestina Secunda, in  v 6. stoletju tudi Palaestina Salutaris.

## Zgodovina
Palaestina Tertia je vključevala Negev, južno Transjordanijo, nekoč del Arabia Petraea in večji del Sinajskega polotoka s Petro kot običajno prebivališče guvernerja in sedež metropolitanske nadškofije. Palestina Tertia je bila znana tudi kot Palaestina Salutaris. Po zgodovinarju H. H. Ben-Sassonu.
Muslimanski Arabci so našli ostanke Nabatejcev Transjordanije in Negeva spremenjene v kmete. Njihove dežele so bile razdeljene med nova katanitska arabska plemenska kraljestva bizantinskih vazalov, arabskimi Ghasanidi in Himjariti, arabsko kraljestvo Kindah v Severni Arabiji, ki so tvorila dele province Bilad al Šam.